# Julius Oetiker
Julius Oetiker (* 30. April 1877 in Stäfa; † 15. Mai 1956 in Bern) war ein Schweizer Jurist und Staatsbeamter.

## Leben

### Familie
Julius Oetiker war der Sohn des Sekundarlehrers Gottfried Oetiker und dessen Ehefrau Lina (geb. Meili); Von seinen Geschwistern sind namentlich bekannt:
- Fritz Oetiker (* 26. Juli 1871 in Hinwil; † 29. Mai 1949 in Menlo-Park in Kalifornien)[2], Mediziner, verheiratet in erster Ehe mit der Medizinerin Anna Rosenhain (* 1868 in Katzenblick bei Königsberg; † 31. März 1958 in Herrliberg bei Zürich)[3][4] und in zweiter Ehe mit Tryntje Dina Van der Meulen (* 1904); sein Grab befindet sich im Alta Mesa Memorial Park[5];
- Julia Oetiker (* 29. Januar 1876)[6], Medizinerin und verheiratet mit Heinrich Staub (1866–1962), Direktor der Zürcher Höhenklinik Wald[7];
- Lina Oetiker (* 21. August 1880)[8], Lehrerin;
- Ernst Oetiker (* 30. September 1887)[9], Mediziner.

Sein Onkel war der Jurist Friedrich Meili.
Er war verheiratet mit Helene (geb. Theiler).

### Werdegang
Julius Oetiker besuchte das Lehrerseminar und immatrikulierte sich 1896 zu einem Studium an der Universität Zürich, das er 1901 mit seiner Dissertation Das Bundesgesetz über das Postregal als Dr. jur. abschloss.
Nach dem Studium war er im Eidgenössischen Post- und Eisenbahndepartement (heute: Eidgenössisches Departement für Umwelt, Verkehr, Energie und Kommunikation) tätig; dort verfasste er 1901 das dreibändige Werk Die Eisenbahn-Gesetzgebung des Bundes, eine Sammlung der wichtigsten, das schweizerische Eisenbahnwesen betreffenden Gesetze, Beschlüsse und Verordnungen.
1912 wurde er zum Generalsekretär der Schweizerischen Bundesbahnen gewählt.
Von 1922 bis zu seinem Rücktritt 1944 war er Direktor des Eidgenössischen Finanzbüros, aus dem später die Eidgenössische Finanzverwaltung (heute: Eidgenössisches Finanzdepartement) wurde.

## Schriften (Auswahl)
- Das Bundes-Gesetz über das Post-Regal vom 5. April 1894. Stäfa; Zürich-Oberstrass 1901. (Diss. Staatsw. Univ. Zürich).
- Die Eisenbahn-Gesetzgebung des Bundes. Sammlung der wichtigsten, das schweizerische Eisenbahnwesen betreffenden Gesetze, Beschlüsse und Verordnungen. Im Auftrage des Eidg. Post- und Eisenbahndepartementes zusammengestellt von Dr. J. Oetiker. Neukomm & Zimmermann, Bern 1902.
- als Hrsg.: Die Eisenbahn-Gesetzgebung des Bundes. 4 Teile. Vogt & Schild, Solothurn 1913–1918.